# کاروانسرای بدشت
کاروانسرای بدشت مربوط به دوره صفوی است و در ۸ کیلومتری شرق شاهرود واقع شده و این اثر در تاریخ ۱۶ فروردین ۱۳۷۷ با شمارهٔ ثبت ۱۹۹۳ به‌عنوان یکی از آثار ملی ایران به ثبت رسیده است.